# Beccariophoenix alfredii
Beccariophoenix alfredii là loài thực vật có hoa thuộc họ Arecaceae. Loài này được Rakotoarin., Ranariv. & J.Dransf. mô tả khoa học đầu tiên năm 2007.

## Hình ảnh

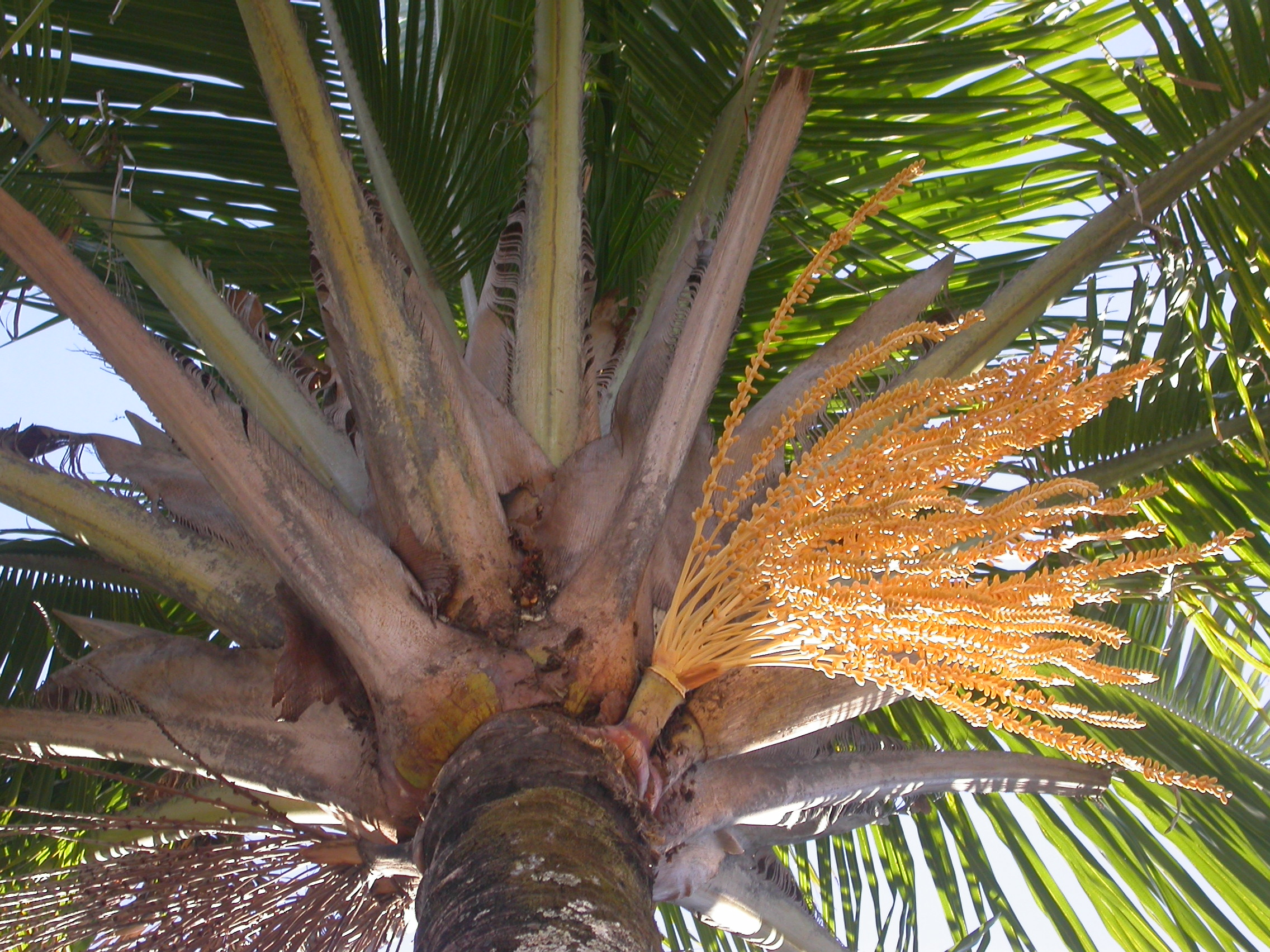
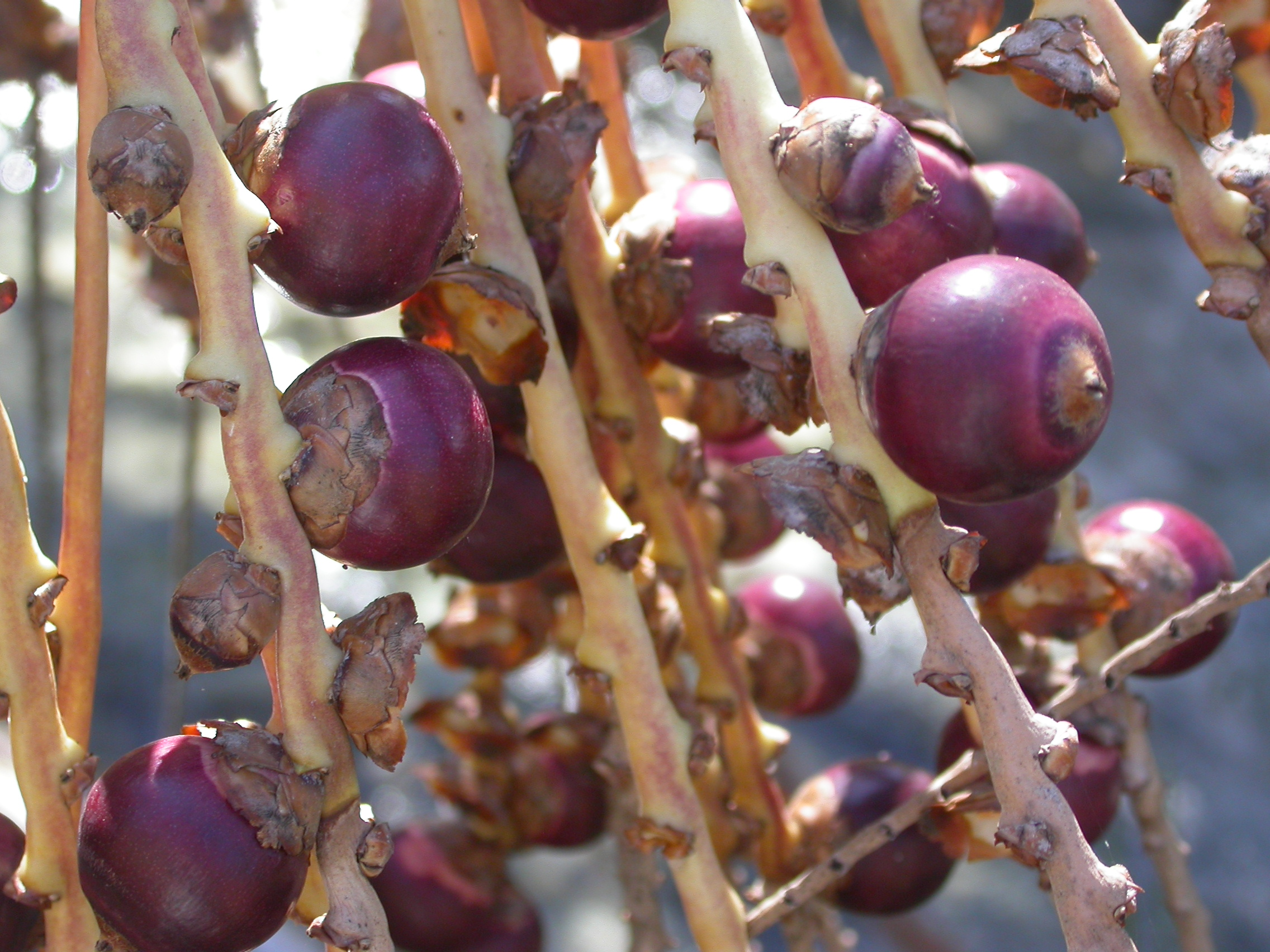
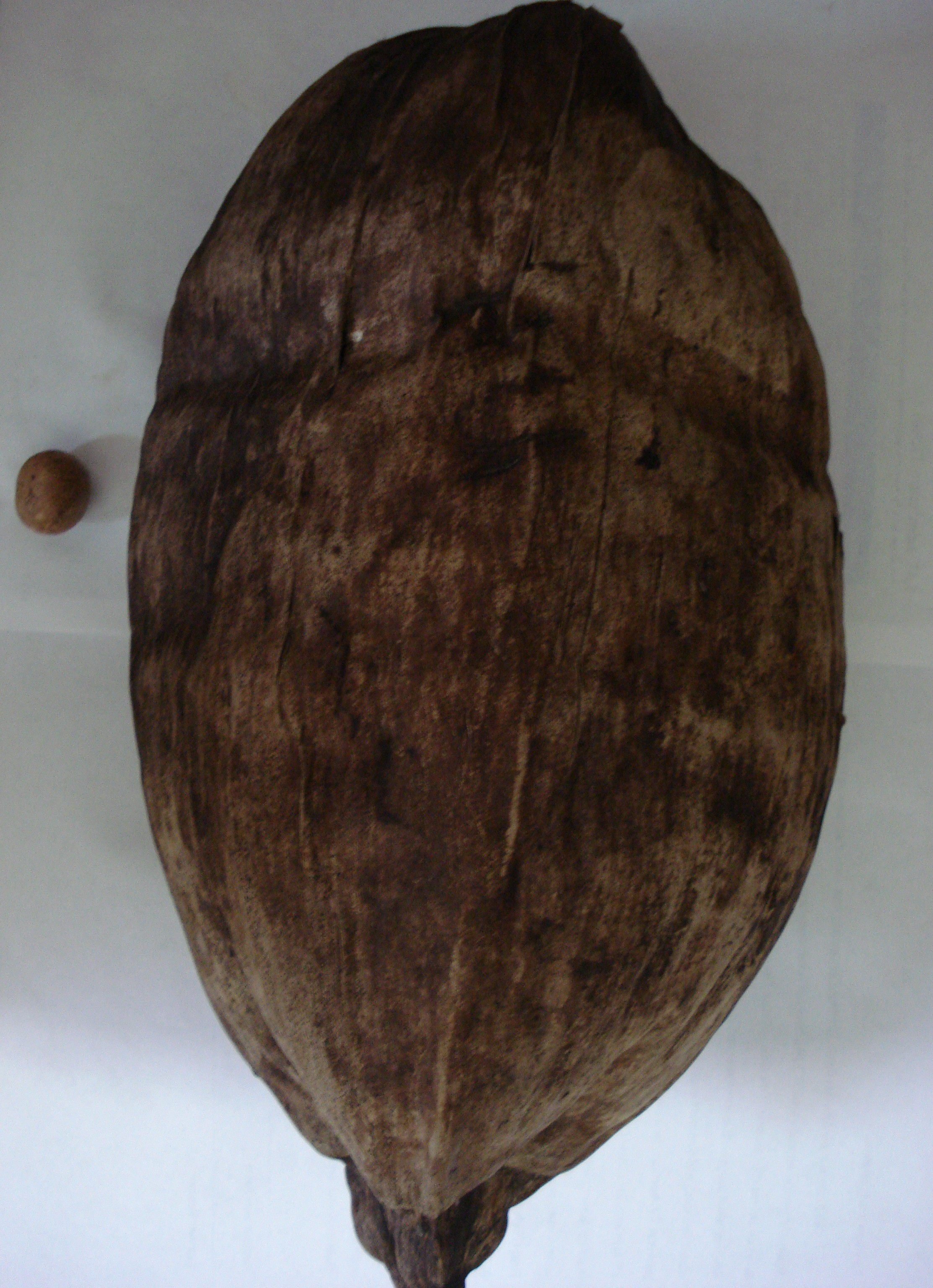
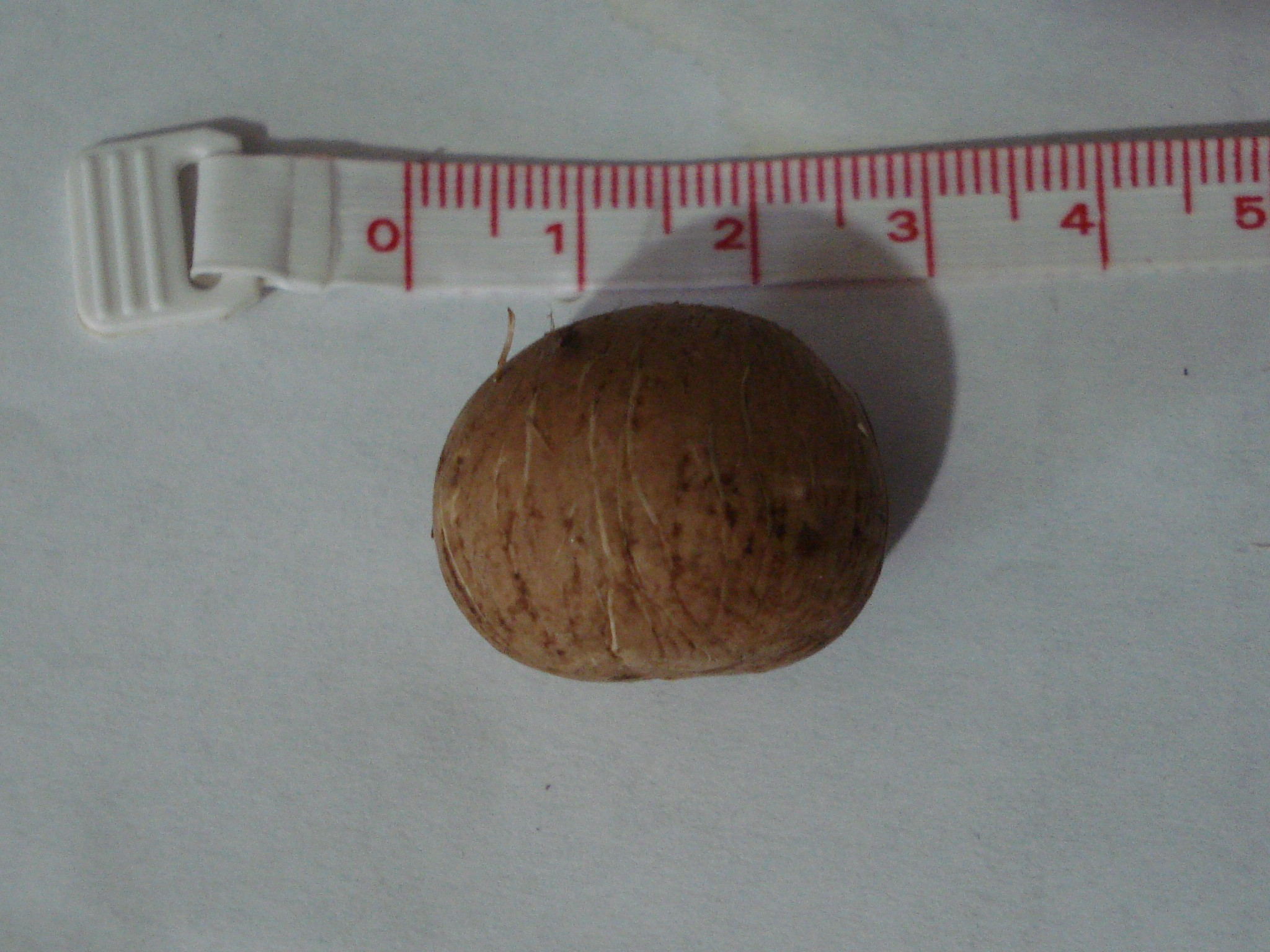